# Quello che vi consiglio vol. 2
Quello che vi consiglio vol. 2 è il secondo mixtape del rapper italiano Gemitaiz, pubblicato il 16 novembre 2010 dalla Honiro Label.

## Tracce
1. Intro – 2:16
2. Out of My Way (prod. Il Tre) – 4:20
3. La La La – 2:51
4. Andare via – 2:35
5. Temporale (feat. Killa Cali & Pinto) – 3:39
6. Dove stò – 3:54
7. Riflessioni (feat. Blackout) – 2:35
8. Daydream – 2:39
9. Te nun ce poi stà (feat. Uzi Junker & Lil Pin) – 4:19
10. Superman pt. 2 – 3:02
11. Fire (feat. Coez & Hube) – 3:01
12. Fanculo al mondo – 3:13
13. Sperare pt. 2 (feat. Jimmy & Jesto) – 3:53
14. Vado avanti (2:09)
15. Veleno pt. 2 (feat. Granny Smith & MadMan) – 3:30
16. Faccio questo pt. 2 (feat. Emis Killa) – 3:20
17. Can't Understand (Canesecco Solo) – 2:07
18. Povero stronzo – 1:58
19. Tribute pt. 2 – 2:25
20. Come me – 2:58
21. No Good (prod. Mixer T) – 2:26
22. Cosa vedo – 2:31
23. Vivere – 2:31
24. Cucimi le labbra RMX (prod. 3D) – 2:21
25. Outro – 2:27
26. Ghost Track – 2:28

## Formazione
- Gemitaiz – voce (eccetto traccia 17)
- Mixer T – registrazione, missaggio, mastering, produzione (traccia 21)
- Il Tre – produzione (traccia 2)
- Killa Cali – voce aggiuntiva (traccia 5)
- Pinto – voce aggiuntiva (traccia 5)
- Blackout – voce aggiuntiva (traccia 7)
- Uzi Junker – voce aggiuntiva (traccia 9)
- Lil Pin – voce aggiuntiva (traccia 9)
- Coez – voce aggiuntiva (traccia 11)
- Hube – voce aggiuntiva (traccia 11)
- Jimmy – voce aggiuntiva (traccia 13)
- Jesto – voce aggiuntiva (traccia 13)
- Granny Smith – voce aggiuntiva (traccia 15)
- MadMan – voce aggiuntiva (traccia 15)
- Emis Killa – voce aggiuntiva (traccia 16)
- Canesecco – voce (traccia 17)
- 3D – produzione (traccia 24)